# ويليام هولاند
ويليام هولاند (بالإنجليزية: William Jacob Holland)‏ (و. 1848 – 1932 م) هو إحاثي، وعالم حشرات، وعالم حيواني، وأستاذ جامعي، من الولايات المتحدة الأمريكية، ولد في جامايكا، توفي عن عمر يناهز 84 عاماً.

## التعليم
تعلم في كلية أمهرست، ومدرسة برينستون اللاهوتية ‏.

## مناصب وهيئات
أدار جامعة بيتسبرغ.